# Haemaphysalis quadriaculeata
Haemaphysalis quadriaculeata är en fästingart som beskrevs av Kolonin 1992. Haemaphysalis quadriaculeata ingår i släktet Haemaphysalis och familjen hårda fästingar. Inga underarter finns listade i Catalogue of Life.